# Esteticism

Albert Moores
Canaries (1875–1880), Birmingham Museum and Art Gallery.

Esteticism är en åskådning som sätter estetiska värden högre än till exempel praktiska, sociala och moraliska hänsyn. Den sammankopplas ofta med slagordet l'art pour l'art (konst för konstens egen skull) vars upphovsman uppges vara den franske filosofen Victor Cousin.

## Bakgrund
Esteticismen förespråkades redan under romantiken; en föregångare var Friedrich von Schlegel.
I mitten av 1800-talet växte en litterär rörelse, Parnassen, fram i Frankrike med likartat budskap och med Théophile Gautier som förgrundsgestalt. Esteticismen blev dock störst under fin de siècle och dekadensen, då den förfäktades i program och praxis av till exempel Joris-Karl Huysmans, Walter Pater, Oscar Wilde och Gabriele D’Annunzio.
Inom konsten var esteticismen framför allt framträdande i Storbritannien på 1870- och 1880-talet då James McNeill Whistler och Albert Moore verkade i denna riktning.
I Finland representeras den av bland annat Edith Södergran.

## Ideologi
Esteticism är ett väsentligt inslag inom konservatism. Den internationellt mest inflytelserike konservative filosofen i modern tid, Sir Roger Scruton, var professor i estetik. Det som är gammalt och ålderdomligt anses ofta vara mera romantiskt än det som är modernt och progressivt, exempelvis levande ljus i stället för glödlampor och segelbåtar i stället för motorbåtar.